# Jamal Shead
Jamal Daniel Shead (Austin, 24 de julho de 2002) é um jogador norte-americano de basquete profissional que atualmente joga no Toronto Raptors da National Basketball Association (NBA).
Ele jogou basquete universitário pela Universidade de Houston e foi selecionado pelo Sacramento Kings como a 45º escolha geral no draft da NBA de 2024 e foi imediatamente trocado para os Raptors.

## Início da vida e carreira no ensino médio
Shead começou sua carreira no ensino médio na John B. Connally High School antes de se transferir para a Manor High School. Em sua terceira temporada, ele teve médias de 18,1 pontos, seis rebotes e 3,9 assistências. Shead levou a Manor High School ao torneio estadual pela primeira vez na história da escola e marcou 44 pontos em uma vitória. Em seu último ano, ele teve médias de 19,3 pontos e 4,3 assistências, ajudando a Manor a atingir um recorde de 28-10 e o título do Distrito. Considerado um recruta de três estrelas pela 247Sports, Shead se comprometeu a jogar basquete universitário pela Universidade de Houston.

## Carreira universitária
Como calouro, Shead teve médias de 3,3 pontos e 1,5 assistências, registrando poucos minutos como armador reserva. Na segunda temporada de Shead, ele teve médias de 10 pontos e 5,8 assistências. Durante a temporada, ele foi promovido à escalação inicial após lesões dos armadores titulares Marcus Sasser e Tramon Mark. Shead comandou o ataque de Houston enquanto a equipe venceu o Torneio e a temporada regular da AAC. No Torneio da NCAA, Shead teve média de 15 pontos a caminho de uma vaga no Elite Eight, que incluiu uma virada contra Arizona no Sweet 16, no qual Shead liderou seu time com 21 pontos. Ele foi nomeado para a Terceira-Equipe da American Athletic Conference (AAC).
Em sua terceira temporada, ele teve médias de 10,5 pontos, 5,4 assistências, 3,0 rebotes e 1,7 roubos de bola. Shead foi nomeado para a Segunda-Equipe e ganhou o Prêmio de Jogador Defensivo do Ano da AAC. Após a temporada, ele se declarou para o draft da NBA de 2023, mas acabou retornando a Houston para sua última temporada. Em 2023-24, seu primeiro ano na Big 12, Shead levou a equipe a um título da temporada regular com médias de 12,9 pontos, 6,3 assistências e 2,2 roubos de bola. Ele foi nomeado Jogador do Ano e Jogador Defensivo do Ano da Big 12, tornando-se o primeiro jogador a ganhar os dois prêmios na mesma temporada.

## Carreira profissional

### Toronto Raptors / Raptors 905 (2024–Presente)
Em 27 de junho de 2024, Shead foi selecionado pelo Sacramento Kings como a 45ª escolha geral no Draft da NBA de 2024. No entanto, ele foi imediatamente negociado, junto com Davion Mitchell, Aleksandar Vezenkov e uma escolha de segunda rodada de 2025, para o Toronto Raptors em troca de Jalen McDaniels. Em 5 de julho, ele assinou um contrato de 3 anos e US$ 6.1 milhões com os Raptors.

## Estatísticas da carreira

### Universitário
| Ano      | Equipe   | PJ  | PT  | MPJ  | AP   | 3P   | LL   | RT  | AS  | BR  | TO | PPJ  |
| -------- | -------- | --- | --- | ---- | ---- | ---- | ---- | --- | --- | --- | -- | ---- |
| 2020–21  | Houston  | 26  | 2   | 9.9  | .455 | .125 | .750 | 1.1 | 1.5 | .8  | .2 | 3.3  |
| 2021–22  | Houston  | 38  | 32  | 31.0 | .405 | .298 | .802 | 3.0 | 5.8 | 1.6 | .2 | 10.0 |
| 2022–23  | Houston  | 37  | 37  | 32.6 | .415 | .310 | .732 | 3.0 | 5.4 | 1.7 | .2 | 10.5 |
| 2023–24  | Houston  | 37  | 37  | 31.1 | .409 | .309 | .779 | 3.7 | 6.3 | 2.2 | .5 | 12.9 |
| Carreira | Carreira | 138 | 108 | 26.1 | .421 | .260 | .765 | 2.7 | 4.7 | 1.5 | .2 | 9.1  |

Fonte: